# Gräbern, Šentlenart v Labotski dolini
Gräbern je naselje v Občini Šentlenart v Labotski dolini v Okraju Volšperk na Koroškem v Avstriji.